# Svenljunga (Gemeinde)
Koordinaten: 57° 30′ N, 13° 7′ O

Svenljunga ist eine Gemeinde (schwedisch kommun) in der schwedischen Provinz Västra Götalands län und der historischen Provinz Västergötland. Der Hauptort der Gemeinde ist Svenljunga.

## Geschichte
Vor der Zusammenlegung von Älvsborgs län, Skaraborgs län und Göteborgs och Bohus län zu Västra Götalands län gehörte Svenljunga zur Provinz Älvsborg.

## Töchter und Söhne der Gemeinde
- Nils Rosén von Rosenstein (1706–1773), Hofarzt, Professor der Medizin, Botanik und Anatomie sowie Rektor der Universität Uppsala
- Pontus Leander (1872–1935), Orientalist
- Tommy Prim (* 1955), Radrennfahrer

## Orte
Diese Orte sind Ortschaften (tätorter):
- Hillared
- Holsjunga
- Mjöbäck
- Östra Frölunda
- Överlida
- Sexdrega
- Svenljunga

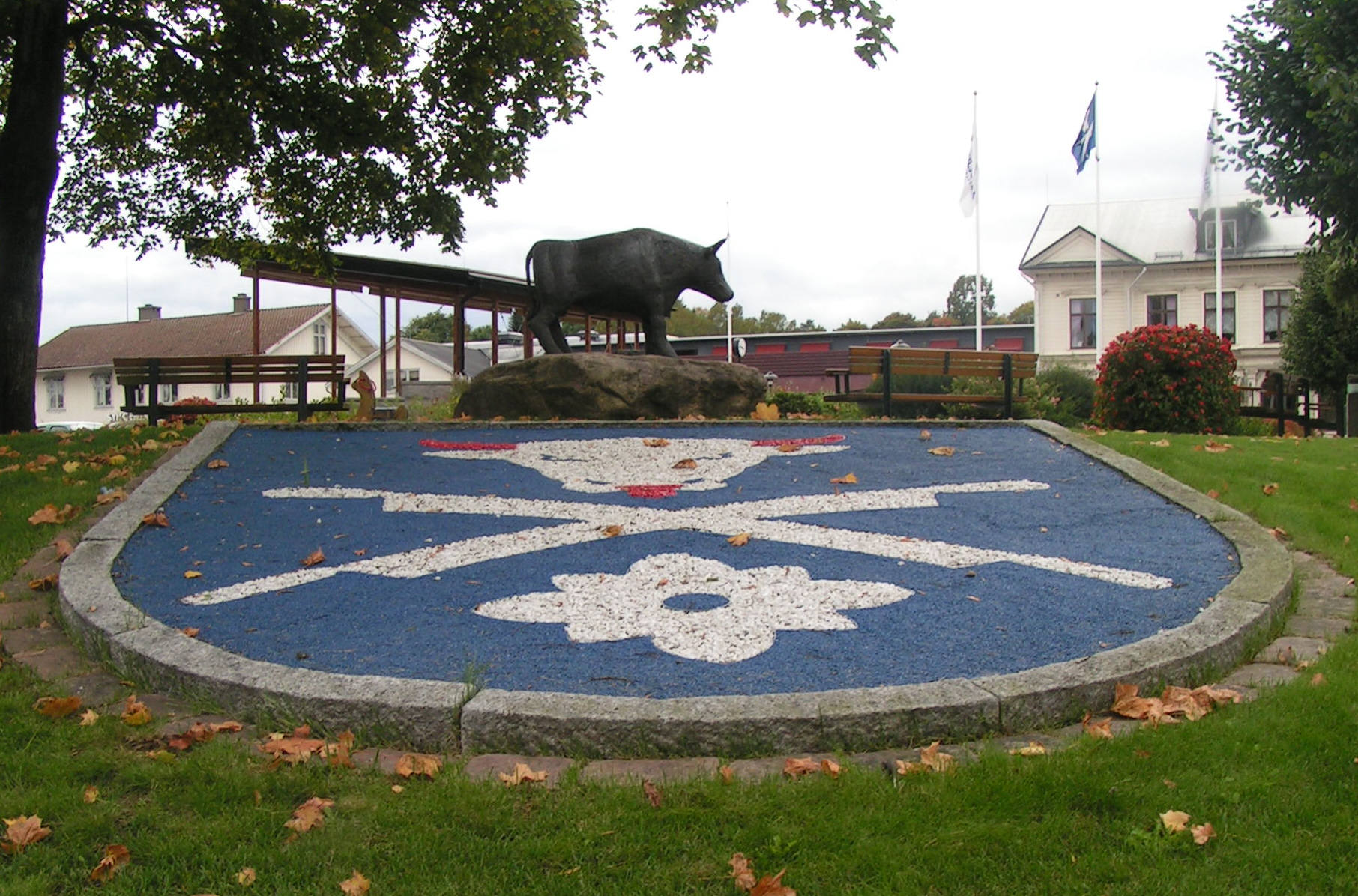
Wappen der Gemeinde Svenljunga in Svenljunga